# Оранџ Сити (Ајова)
Оранџ Сити (енгл. Orange City) град је у америчкој савезној држави Ајова. По попису становништва из 2010. у њему је живело 6.004 становника.

## Демографија
Према попису становништва из 2010. у граду је живело 6.004 становника, што је 422 (7,6%) становника више него 2000. године.
| Група             | 2000.         | 2010.         |
| Белци             | 5.412 (97,0%) | 5.420 (90,3%) |
| Афроамериканци    | 28 (0,5%)     | 34 (0,6%)     |
| Азијати           | 54 (1,0%)     | 83 (1,4%)     |
| Хиспаноамериканци | 63 (1,1%)     | 423 (7,0%)    |
| Укупно            | 5.582         | 6.004         |